# Nigrita (zoologia)
Nigrita Strickland, 1843 è un genere di uccelli passeriformi della famiglia degli Estrildidi.

## Tassonomia
Al genere vengono ascritte quattro specie, conosciute col nome comune collettivo di nigrita:
- Nigrita fusconotus Fraser, 1843 - Nigrita petto bianco
- Nigrita bicolor (Hartlaub, 1844) - Nigrita petto castano
- Nigrita luteifrons Verreaux J. & Verreaux E., 1841 - Nigrita fronte chiara
- Nigrita canicapillus (Strickland, 1841) - Nigrita testa grigia

Nell'ambito della famiglia degli estrildidi, le nigrite sono piuttosto distanti dagli altri generi e vicine ai beccaformiche del genere Parmoptila, coi quali vanno a formare un clade.

## Distribuzione
Gli uccelli ascritti a questo genere occupano una porzione piuttosto vasta dell'Africa subsahariana, che va dalla Sierra Leone all'Uganda e a sud fino all'Angola e al Katanga.
Le nigrite appaiono legate ad ambienti pianeggianti e alberati, con presenza di ricco sottobosco.

## Descrizione

### Dimensioni
Misurano 10–15 cm di lunghezza.

### Aspetto
Le nigrite differiscono piuttosto nettamente dagli altri estrildidi, mostrandosi come uccelli robusti e muniti di un becco piuttosto allungato e sottile, più largo alla base. Le ali hanno forma appuntita, e gli occhi sono grandi.

La colorazione è generalmente dimessa e dominata da tinte scure, con testa e area dorsale più scura rispetto a quella ventrale, che spesso è biancastra o grigia: la coda è nera in tutte le specie. In questi uccelli non è presente dimorfismo sessuale evidente nella colorazione.

## Biologia
Le nigrite sono uccelli diurni che risiedono perlopiù nella volta della foresta, dove si muovono prevalentemente da soli o in coppie.

### Alimentazione
L'alimentazione di questi uccelli differisce significativamente da quella degli altri estrildidi, in quanto si compone principalmente di frutta, bacche e insetti e solo in minima parte consta di semi e granaglie.

### Riproduzione
La riproduzione di questi uccelli segue i pattern tipici degli estrildidi, con ambedue i sessi che collaborano nella costruzione del nido, nella cova e nelle cure parentali verso i nidiacei.